# Jalandhar
Jalandhar este un oraș în India.